# Vahakn Dadrian
Vahakn N. Dadrian (né le 26 mai 1926 à Constantinople et mort le 2 août 2019) est un historien arménien de Turquie naturalisé américain, directeur de recherche sur le génocide des Arméniens au Zoryan Institute (Massachusetts, États-Unis), ayant travaillé et publié de nombreux ouvrages de référence sur ce génocide.

## Biographie
Vahakn Dadrian a d'abord étudié les mathématiques à l'université libre de Berlin, puis a changé totalement d'orientation. Il étudia l'histoire à l'université de Vienne, et plus tard le droit international à l'université de Zurich. Il termina ses études avec une thèse de doctorat en sociologie à l'université de Chicago.
Maîtrisant l'allemand, l'anglais, le français, le turc contemporain, le turc osmanli et l'arménien, il a pu faire lui-même des recherches dans les archives de différents pays et plus généralement travailler sur des documents écrits en diverses langues.
Traduits en de nombreuses langues, les travaux de Vahakn Dadrian suscitent des réactions fort diverses, allant de la pleine adhésion (Yves Ternon) aux plus vives critiques (Guenter Lewy) : on retrouve là l'opposition entre tenants et opposants à la qualification de génocide pour le massacre et la destruction des Arméniens ottomans. Il reçut par ailleurs les honneurs de plusieurs institutions politiques ou académiques : le parlement britannique l'invita en 1985 à prononcer un discours devant la Chambre des communes (House of Commons) à l'occasion de la commémoration du génocide arménien.
Vahakn Dadrian est détenteur d'un doctorat honoris causa remis par l'Académie nationale des sciences de la république d'Arménie pour ses travaux sur le génocide arménien. En 1998, il reçoit en Arménie la médaille Khorenatsi (la plus haute distinction culturelle du pays) des mains du chef d'État. Il est également membre de l'Académie depuis cette date.
La Harry Frank Guggenheim Foundation fait de lui le directeur d'un large projet de recherches sur les génocides, qui aboutit à la publication d'un important nombre d'articles dans des journaux scientifiques traitant de la Shoah et des génocides.
Il meurt le 2 août 2019 aux États-Unis à l'âge de 93 ans.

## Harcèlement sexuel
Vahakn Dadrian a été démis de ses fonctions à SUNY Geneseo en 1991 à la suite d'allégations de harcèlement sexuel. Le 24 avril 1990, Dadrian est retourné à l'université après avoir assisté à plusieurs conférences internationales sur les études sur le génocide et a commencé à traquer son élève de 18 ans. L'administration du collège a proposé au professeur de 64 ans une démission volontaire, mais Dadrian a fait appel de la décision et a perdu. L'arbitre Wittenberg a noté dans sa décision que Dadrian avait déjà un casier judiciaire, car il a été reconnu coupable de quatre chefs d'agression sexuelle en 1981. Cependant, à l'époque, il a été autorisé à reprendre l'enseignement, convaincu que « cela ne se reproduirait plus ». À la suite des audiences de 1981, environ 600 personnes ont signé une pétition exhortant les administrateurs des collèges à « protéger les étudiants contre de nouveaux harcèlements de la part du professeur Dadrian ».

## Publications

### Livres
- Autopsie du génocide arménien. Trad. Marc & Mikaël Nichanian. Bruxelles : Éditions Complexe, 1995, 266 p.
- Haykakan Tsekhaspanut`iune Khorhtaranayin ev Patmagitakan Knnarkumnerov (Le traitement du génocide ottoman par le parlement ottoman et son analyse historique). Watertown, MA : Baikar, 1995, 147 p.
- Jenosid Ulusal ve Uluslararasi Hukuk Sorunu Olarak: 1915 Ermeni Olay ve Hukuki Sonuçlar [Genocide as a problem of national and international law: The World War I Armenian case and its contemporary legal ramifications]. Trad. Yavuz Alogan. Istanbul : Belge Uluslararas Yaynclk, 1995, 221 p.
- The History of the Armenian Genocide: Ethnic Conflict from the Balkans to Anatolia to the Caucasus. Providence, RI & Oxford : Berghahn Books, 1995, 452 p.
- German Responsibility in the Armenian Genocide: A Review of the Historical Evidence of German Complicity. Watertown, MA : Blue Crane Books, 1996, 304 p.
- Histoire du génocide arménien: Conflits nationaux des Balkans au Caucase. Traduit de l'anglais par Marc Nichanian. Paris : Stock, 1996, 694 p.
- The Key Elements in the Turkish Denial of the Armenian Genocide: A Case Study of Distortion and Falsification. Cambridge, MA and Toronto : Zoryan Institute, 1999, 84 p.
- Warrant for Genocide: Key Elements of Turko-Armenian Conflict. New Brunswick et Londres : Transaction Publishers, 1999, 214 p.

### Articles
On citera notamment :
- En collaboration avec Alexandre Niess : « L’État, le parti et les parlementaires turcs face au génocide arménien (1908-1916) », in Parlement(s), Revue d'histoire politique, dossier « La guerre des mots. 14-18 dans les Parlements européens », dirigé par Fabienne Bock, no 10, 2008/3, p. 64-75.
- « The Naim-Andonian Documents on the World War I Destruction of Ottoman Armenians: the Anatomy of a Genocide », International Journal of Middle East Studies, 1986, vol. 18, p. 311-360. Vahakn Dadrian y étudie méticuleusement les documents Andonian qui prouvent l'organisation du génocide arménien au plus haut de l'appareil d'État Jeune-Turc ; il démonte ainsi les arguments avancés par les historiens turcs niant le caractère génocidaire des déportations de la population arménienne ottomane.